# Ла Барђелина (Болоња)
Ла Барђелина (итал. La Bargellina) је насеље у Италији у округу Болоња, региону Емилија-Ромања.
Према процени из 2011. у насељу је живело 14 становника. Насеље се налази на надморској висини од 182 м.